# سكوت ستينزيل
سكوت ستينزيل (بالإنجليزية: Scott Stenzel)‏ هو سائق سباق أمريكي، ولد في 28 يوليو 1980 في مانكاتو في الولايات المتحدة.

## وصلات خارجية
- الموقع الرسمي
- سكوت ستينزيل على موقع Racing-Reference.info (الإنجليزية)